# Taran Adarsh
Taran Adarsh (Bombay, 13 de junio de 1965) es un crítico de cine y analista comercial indio. Es conocido por dar cifras comerciales y actualizaciones de taquilla en las redes sociales.

## Carrera
Taran Adarsh comenzó su carrera periodística a la edad de 15 años con Trade Guide, una revista semanal sobre taquilla. En 1994, Adarsh produjo y escribió la serie de televisión de Bollywood Hello Bollywood, protagonizada por Shehzad Khan y Kashmera Shah. Continuó su trabajo en Trade Guide al mismo tiempo. Actualmente es un activo crítico de cine, periodista y analista comercial en Bollywood Hungama, un sitio web de entretenimiento de Bollywood.